# Astragalus quisqualis
Astragalus quisqualis är en ärtväxtart som beskrevs av Aleksandr Andrejevitj Bunge. Astragalus quisqualis ingår i släktet vedlar, och familjen ärtväxter. Inga underarter finns listade i Catalogue of Life.